# Mamakan
Il Mamakan (in russo Мамакан?) è un fiume della Siberia orientale, affluente di sinistra del fiume Vitim (bacino della Lena). Scorre nel Bodajbinskij rajon dell'Oblast' di Irkutsk, in Russia.
Il fiume sfocia nel Vitim a 282 km dalla sua foce, presso l'omonima villaggio di Mamakan. Ha una lunghezza di 209 km; l'area del suo bacino è di 9 460 km². Suoi affluenti sono: Pravyj Mamakan (89 km) Levyj Mamakan (84 km).

## Il bacino idrico Mamakanskoe
Poco prima della foce del fiume Mamakan si trova la centrale elettrica Mamakanskaja (Мамаканская ГЭС), costruita negli anni 1957-1963. La diga in calcestruzzo è lunga 345 m, alta 57 m e ha un'altezza di cresta di 283 m. Il bacino ha una lunghezza di 30 km per una larghezza di 500 m e una superficie di 9 300 km².